# Arcellinida
Arcellinida је назив реда слободноживећих амебоидних протиста из класе Tubulinea (царство Amoebozoa). Овај ред обухвата представнике са спољашњом љуштурицом изграђеном од органских материја, која може бити инкрустрирана минералним честицама, а на којој се налази само један отвор за излазак псеудоподија. Циста се формира унутар љуштурице. Представници реда Arcellinida насељавају копно — слатке воде и различите типове земљишта.

## Класификација
подред 
фамилија 
фамилија 
фамилија 
подред 
фамилија 
фамилија 
фамилија 
фамилија 
фамилија 
фамилија 
фамилија 
фамилија 
фамилија 
фамилија 
фамилија 
подред 
фамилија 
фамилија 